# Prijevor (Budva)
Pour les articles homonymes, voir Prijevor.
Prijevor (en serbe cyrillique : Пријевор) est un village du sud du Monténégro, dans la municipalité de Budva.

## Démographie

### Évolution historique de la population
| 1948 | 1953 | 1961 | 1971 | 1981 | 1991 | 2003 |
| ---- | ---- | ---- | ---- | ---- | ---- | ---- |
| 144  | 183  | 167  | 164  | 220  | 312  | 449  |